# Hendrik Davi
Pour les articles homonymes, voir Davi.
Hendrik Davi, né le 21 décembre 1977 à Athis-Mons (Essonne), est un chercheur en écologie, syndicaliste et homme politique français. Ancien membre de La France insoumise (LFI), puis du mouvement politique L'Après, il est élu député dans la cinquième circonscription des Bouches-du-Rhône en 2022. Il est élu une deuxième fois, mais sans l'investiture du Nouveau Front populaire, en juillet 2024.

## Biographie

### Parcours professionnel
Hendrik Davi naît en 1977 à Athis-Mons en Essonne d'une mère institutrice et d'un père ingénieur du bâtiment et militant au Parti communiste français.
Directeur de recherche en écologie forestière, il étudie l'adaptation des forêts méditerranéennes au changement climatique à Avignon au sein de l'Institut national de recherche pour l'agriculture, l'alimentation et l'environnement (INRAE). Il a été à ce titre relecteur du rapport du GIEC.
Entre 2011 et 2012, lors d'une licence et d'un master de philosophie, il s'intéresse à la philosophie des sciences et y étudie le rôle de la modélisation dans la démarche scientifique.

### Parcours politique
Militant politique depuis 1995, à l'occasion des manifestations contre le plan Juppé sur les retraites et la sécurité sociale, il est membre des Verts jusqu'en 1997.
Il s'implique dans l'opposition aux guerres d'Afghanistan (2001) et d'Irak (2003), et, partisan du mouvement altermondialiste, il participe à plusieurs forums mondiaux avec Attac. Il est présent contre le G8 de Gênes en 2001 et celui d'Évian-les-Bains en 2003, ainsi qu'aux forums sociaux européens de Londres et d'Athènes en 2003. La même année, il prend sa carte à la Ligue communiste révolutionnaire,. Il participe à la formation du Nouveau Parti anticapitaliste en 2009. Il rejoint ensuite le Front de gauche via Ensemble en 2012.
Également engagé à la Confédération générale du travail (CGT), il est porte parole de la CGT INRAE et membre de la commission exécutive CGT de l'union fédérale des syndicats de l'État.
Hendrik Davi figure en 2014 sur la liste Front de gauche de Jean-Marc Coppola aux élections municipales à Marseille. Après avoir rejoint La France insoumise (LFI), il participe à la rédaction du programme sur l'enseignement supérieur et la recherche ainsi que sur l'écologie et les forêts. Il est candidat pour LFI aux élections législatives de 2017 dans la cinquième circonscription des Bouches-du-Rhône, et est battu au second tour par la candidate LREM Cathy Racon-Bouzon,.
Il est élu député en 2022 avec l'étiquette de la Nupes, en battant la députée sortante LREM. Il est membre de la Gauche écosocialiste, une organisation qui se considère comme un « courant interne » à LFI et est elle-même issue, en 2022, du courant d'Ensemble « Ensemble Insoumis-e ».
Lors des élections législatives de 2024, La France insoumise refuse l'investiture à cinq frondeurs : Hendrik Davi, Frédéric Mathieu, Danielle Simonnet, Raquel Garrido et Alexis Corbière,,. Allan Popelard, qui était candidat en 64e position sur la liste des Insoumis pour les européennes, reçoit l'investiture de LFI dans la cinquième circonscription des Bouches-du-Rhône. Davi annonce qu'il maintient sa candidature, et se place deuxième au premier tour, derrière le RN, et 500 voix devant Allan Popelard, qui se désiste. Il est élu au deuxième tour avec 65,95 % des suffrages exprimés et annonce ne plus vouloir siéger dans le groupe LFI.

## Ouvrages
- Le capital c'est nous, Hors d'atteinte, 2023 (ISBN 978-2-38257-133-0, lire en ligne)[16]

## Résultats électoraux

### Élections législatives
| Année | Parti  | Parti | Circonscription         | 1er tour | 1er tour | 1er tour | 2d tour | 2d tour | 2d tour | Issue |
| Année | Parti  | Parti | Circonscription         | Voix     | %        | Rang     | Voix    | %       | Rang    | Issue |
| ----- | ------ | ----- | ----------------------- | -------- | -------- | -------- | ------- | ------- | ------- | ----- |
| 2017  |        | LFI   | 5e des Bouches-du-Rhône | 6 296    | 18,98    | 2e       | 11 648  | 47,79   | 2e      | Battu |
| 2022  | 13 496 | LFI   | 5e des Bouches-du-Rhône | 40,30    | 1er      | 17 295   | 56,64   | 1er     | Élu     |       |
| 2024  | 12 271 | LFI   | 5e des Bouches-du-Rhône | 24,44    | 2e       | 30 287   | 65,95   | 1er     | Élu     |       |